# Mount Gilruth, Antarktis
För berget i Australien, se Mount Gilruth.
Mount Gilruth är ett berg i Antarktis. Det ligger i Östantarktis. Nya Zeeland gör anspråk på området. Toppen på Mount Gilruth är 3 160 meter över havet, Mount Gilruth ingår i Admiralty Mountains.